# Bahusaganda sundara
Bahusaganda sundara är en svampart som beskrevs av Subram. 1995. Bahusaganda sundara ingår i släktet Bahusaganda, divisionen sporsäcksvampar och riket svampar.   Inga underarter finns listade i Catalogue of Life.